# Liste der Naturdenkmale in Erbach (Donau)
| Naturdenkmale | Anzahl |
| ------------- | ------ |
| FND           | 9      |
| END           | 12     |
| Gesamt        | 21     |

Die Liste der Naturdenkmale in Erbach nennt die verordneten Naturdenkmale (ND) der im baden-württembergischen Alb-Donau-Kreis liegenden Stadt Erbach.
In Erbach gibt es insgesamt 21 als Naturdenkmal geschützte Objekte, davon 9 flächenhafte Naturdenkmale (FND) und 12 Einzelgebilde-Naturdenkmale (END).
Stand: 31. Oktober 2016.

## Flächenhafte Naturdenkmale (FND)
| Name                                                                    | Bild | Kennung     | Einzelheiten | Position | Fläche Hektar | Datum         |
| ----------------------------------------------------------------------- | ---- | ----------- | ------------ | -------- | ------------- | ------------- |
| Altarm der Riss am Wertle                                               | BW   | 84250390016 | Erbach       | ⊙        | 0,5           | 14. Apr. 2005 |
| Altarme an der Rot                                                      | BW   | 84250390018 | Erbach       | ⊙        | 2,6           | 14. Apr. 2005 |
| Birkenallee Erbach-Donaustetten                                         | BW   | 84250390029 | Erbach       | ⊙        | 3,2           | 14. Apr. 2005 |
| Donaualtarm am Höllgrieß                                                | BW   | 84250390023 | Erbach       | ⊙        | 2,3           | 14. Apr. 2005 |
| Hangmoor                                                                | BW   | 84250390026 | Erbach       | ⊙        | 0,4           | 14. Apr. 2005 |
| Nördlicher und südlicher Altarm der Riss am Biesmahd                    | BW   | 84250390015 | Erbach       | ⊙        | 0,8           | 14. Apr. 2005 |
| Seerosenteich westlich von Ringingen                                    | BW   | 84250390020 | Erbach       | ⊙        | 0,0           | 14. Apr. 2005 |
| 2 Donaualtarme am Manzengrieß                                           | BW   | 84250390024 | Erbach       | ⊙        | 2,4           | 14. Apr. 2005 |
| 3 Donaualtarme bei den Gewannen Bruckgrieß, Unteres Ried und Seelwiesen | BW   | 84250390022 | Erbach       | ⊙        | 6,1           | 14. Apr. 2005 |
| Legende für Naturdenkmal                                                |      |             |              |          |               |               |

## Einzelgebilde (END)
| Name                                    | Bild | Kennung     | Einzelheiten | Position | Fläche Hektar | Datum         |
| --------------------------------------- | ---- | ----------- | ------------ | -------- | ------------- | ------------- |
| Ahornallee am südl. Ortsrand von Erbach | BW   | 84250390028 | Erbach       | ⊙        | 0,0           | 14. Apr. 2005 |
| Birnbaum im Gewann Lotterwiesen         | BW   | 84250390019 | Erbach       | ⊙        | 0,0           | 14. Apr. 2005 |
| Eiche am östl. Ortsrand                 | BW   | 84250390030 | Erbach       | ⊙        | 0,0           | 14. Apr. 2005 |
| Eiche am östlichen Ortsrand von Wernau  | BW   | 84250390027 | Erbach       | ⊙        | 0,0           | 14. Apr. 2005 |
| Linde am Schloßeingang                  | BW   | 84250390032 | Erbach       | ⊙        | 0,0           | 14. Apr. 2005 |
| Linde bei der Schlosskirche             | BW   | 84250390031 | Erbach       | ⊙        | 0,0           | 14. Apr. 2005 |
| Nördliche Kastanie im Schlosshof        |      | 84250390034 | Erbach       | ⊙        | 0,0           | 14. Apr. 2005 |
| Platane an der nördl. Schloßmauer       | BW   | 84250390035 | Erbach       | ⊙        | 0,0           | 14. Apr. 2005 |
| Südliche Kastanie im Schlosshof         |      | 84250390033 | Erbach       | ⊙        | 0,0           | 14. Apr. 2005 |
| Vetter-Linde                            | BW   | 84250390025 | Erbach       | ⊙        | 0,0           | 14. Apr. 2005 |
| Winterlinde in der Langen Straße        | BW   | 84250390017 | Erbach       | ⊙        | 0,0           | 14. Apr. 2005 |
| 2 Akazien östlich des Friedhofs         | BW   | 84250390021 | Erbach       | ⊙        | 0,0           | 14. Apr. 2005 |
| Legende für Naturdenkmal                |      |             |              |          |               |               |